# Loana Lecomte
Pour les articles homonymes, voir Lecomte.
Loana Lecomte, née le 8 août 1999 à Annecy, est une coureuse cycliste française, spécialiste du VTT cross-country. En cross-country olympique (XCO), après avoir été championne d'Europe et du monde espoirs en 2020, elle remporte, chez les élites, le classement général de la Coupe du monde 2021, le titre de championne d'Europe 2022 et elle devient vice-championne du monde 2023. Elle remporte également le titre de championne de France quatre fois consécutives de 2021 à 2024.

## Biographie

### Les débuts en Haute-Savoie
Loana Lecomte est née le 8 août 1999 à Annecy, elle est l'aînée d'une fratrie de trois enfants,,.
Elle commence le vélo dans le club des Carroz d'Arâches, en Haute-Savoie, alliant ski alpin l'hiver et VTT l'été durant 8 ans. Puis, en 2014, elle se met sérieusement à la compétition de VTT cross-country en catégorie cadette avec le maillot d'Annecy Cyclisme Compétition, et elle remporte 2 manches de la Coupe de France. 

### Double championne de France chez les juniors
En mai 2016, aux championnats d'Europe à Huskvarna en Suède, elle termine à la 9e place de la course junior remportée par la Britannique Sophie Wright.
Début juillet, aux championnats du monde à Nove Mesto en Tchéquie, elle termine à la 7e place du cross-country junior remporté par la Suédoise Ida Jansson.
Mi-juillet, pour sa première année chez les juniors, elle devient championne de France junior à Montgenèvre devant Hélène Clauzel et Constance Valentin,,.

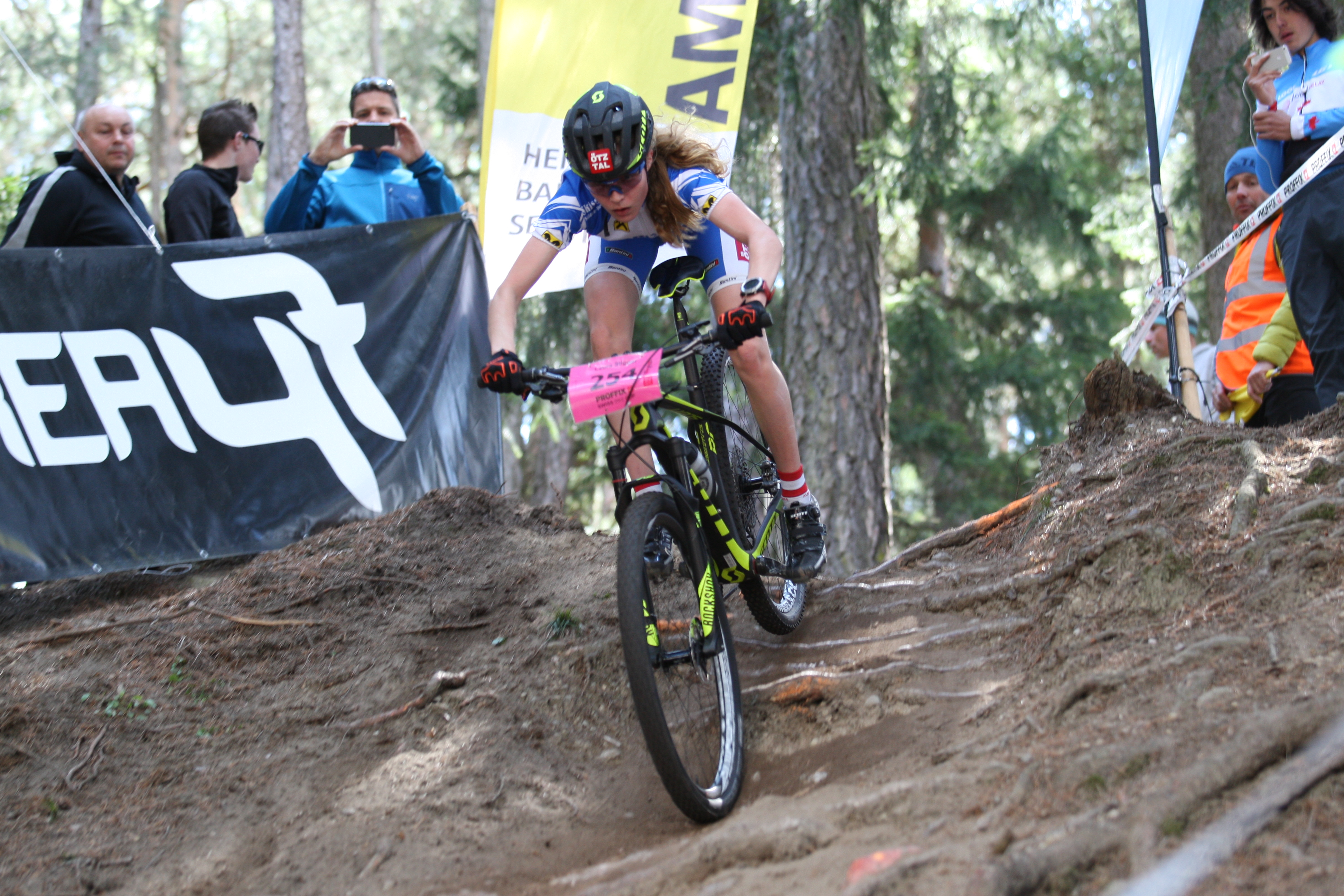
Laura Stigger en 2017.

En 2017, elle intègre l'équipe Look - Beaumes de Venise pour 2 ans,.
Elle est à nouveau championne de France junior en juillet 2017 à Plœuc-L'Hermitage devant Isaure Medde et Justine Tonso,. Fin juillet, aux championnats d'Europe à Darfo Boario Terme en Italie, elle termine deuxième à une trentaine de secondes de la favorite autrichienne Laura Stigger et la Danoise Caroline Bohé complète le podium.
Début septembre, aux championnats du monde à Cairns en Australie, après un beau duel, elle termine deuxième à 15 secondes de Laura Stigger, la Suissesse Nadia Grod prenant la médaille de bronze.

### Championne du monde espoirs en 2020

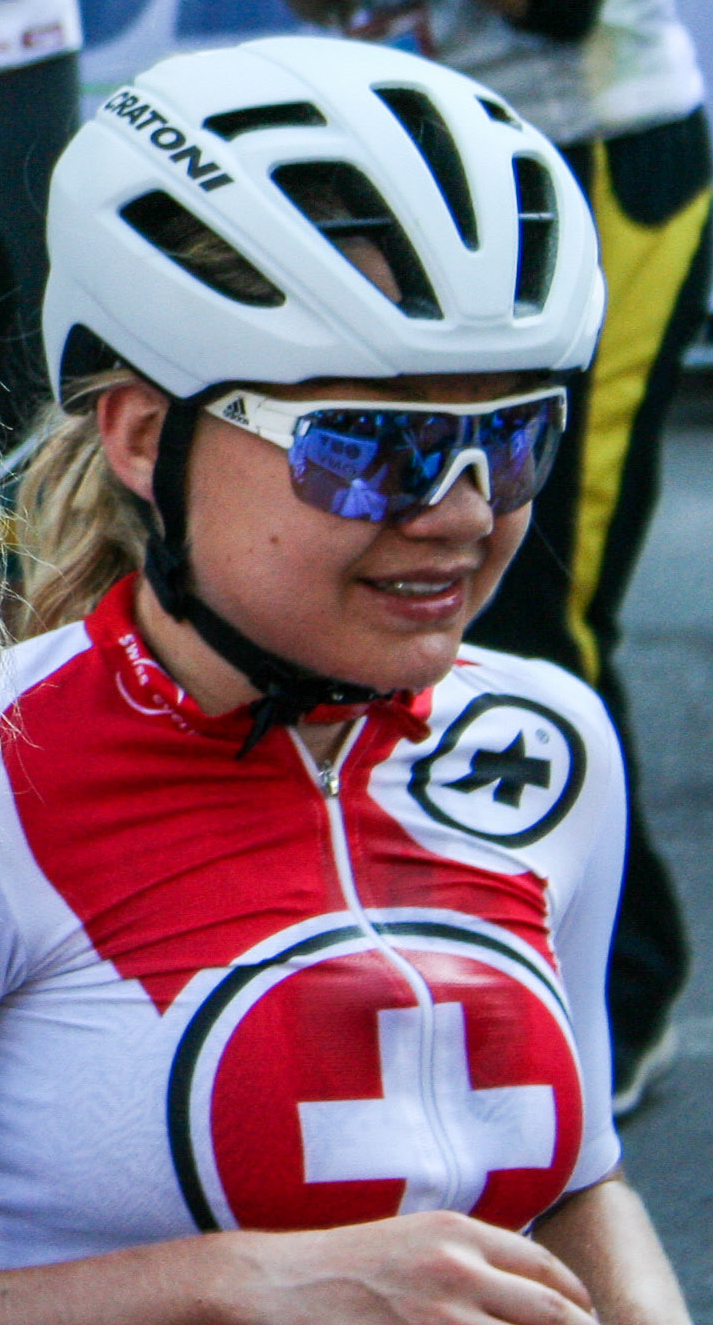
Sina Frei en 2018.

En juillet 2018, lors des championnats de France  à Lons-le-Saunier, pour sa première année chez les espoirs (moins de 23 ans), elle termine à la 3e place derrière Lucie Urruty et Hélène Clauzel. Fin juillet, aux championnats d'Europe à Graz-Stattegg en Autriche, elle termine à la 13e place du cross-country espoirs remporté par Sina Frei.
Début septembre aux championnats du monde à Lenzerheide en Suisse, elle termine à la 10e place du cross-country espoirs remporté par Alessandra Keller.
Pour sa première participation à la Coupe du monde espoirs, elle termine à la 15e place du classement général remporté par Sina Frei.
En 2019, elle rejoint l'équipe du fabricant de vélos Massi.
En juillet, elle devient championne de France espoir à l'Alpe d'Huez devant Hélène Clauzel et Isaure Medde.

Fin juillet, aux championnats d'Europe à Brno en Tchéquie, elle termine à la 3e place de la course espoirs derrière Sina Frei et Laura Stigger.

Fin aout, aux championnats du monde à Mont Sainte-Anne au Canada, le podium est identique à celui des championnats d'Europe, elle remporte la médaille de bronze du cross-country espoirs derrière Sina Frei et Laura Stigger. Elle remporte également la médaille de bronze du relais avec Thibault Daniel, Luca Martin, Pauline Ferrand-Prévot et Jordan Sarrou derrière la Suisse et les États-Unis.

Elle termine 8e du classement général de la Coupe du monde espoirs remporté par Ronja Eibl et obtient la 3e place lors de la manche finale en septembre à Snowshoe derrière Evie Richards et Laura Stigger.

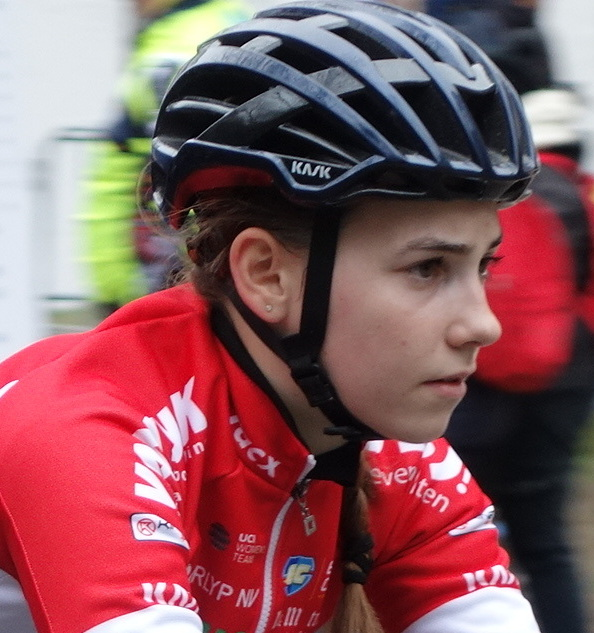
Blanka Vas, la vice-championne du monde espoirs 2020.

Fin aout 2020, aux championnats de France aux Menuires, elle remporte le titre du cross-country espoirs pour la deuxième fois devant Hélène Clauzel et Manon Wimmer, et obtient la médaille d'argent dans la catégorie élite devancée par Léna Gérault tandis que Pauline Ferrand-Prévot prend la troisième place.

La pandémie de Covid-19 perturbe la Coupe du monde de VTT 2020 qui ne comporte que deux manches début octobre à Nove Mesto en Tchéquie. Lecomte participe dans la catégorie élite pour la première fois. La première manche est remportée par Loana Lecomte devant Anne Terpstra et Pauline Ferrand-Prévot. Dans la deuxième manche, elle prend la 3e place derrière Ferrand-Prévot et Terpstra,. Aucun classement général n'est établi à cause du faible nombre de manches.

Une semaine plus tard, à Leogang en Autriche, Lecomte devient championne du monde espoirs devant Blanka Vas et Ceylin Alvarado. Avec le forfait de Laura Stigger, Lecomte était favorite. Sur le terrain boueux, elle prend la tête  de la course dès le départ et ne sera jamais rattrapée. Malgré un rapprochement de Blanka Vas à 40 secondes à la mi-course, elle l'emporte avec plus d'une minute d'avance à l'arrivée tandis que la championne du monde de cyclo-cross Ceylin Alvarado à plus de 2 minutes prend la médaille de bronze. Elle devient également championne du monde du relais avec Mathis Azzaro, Luca Martin, Léna Gérault, Olivia Onesti et Jordan Sarrou devant l'Italie et la Suisse,.
 
En octobre, aux championnats d'Europe à Monte Tamaro en Suisse, elle remporte la médaille d'argent du relais mixte avec Mathis Azzaro, Luca Martin , Olivia Onesti, Léna Gérault et Jordan Sarrou. La course est remportée par l'Italie et la Suisse prend la troisième place.
Le 18 octobre, elle remporte le titre de championne d'Europe espoirs avec plus de 4 minutes d'avance sur l'Italienne Marika Tovo et la Russe Viktoria Kirsanova.

Fin 2020, alors qu'elle a reçu des propositions intéressantes d'autres équipes après ses bons résultats, elle décide de garder sa stabilité et prolonge son contrat dans l'équipe Massi pour la saison 2021.

### 2021: déception aux Jeux Olympiques et victoire à la Coupe du monde

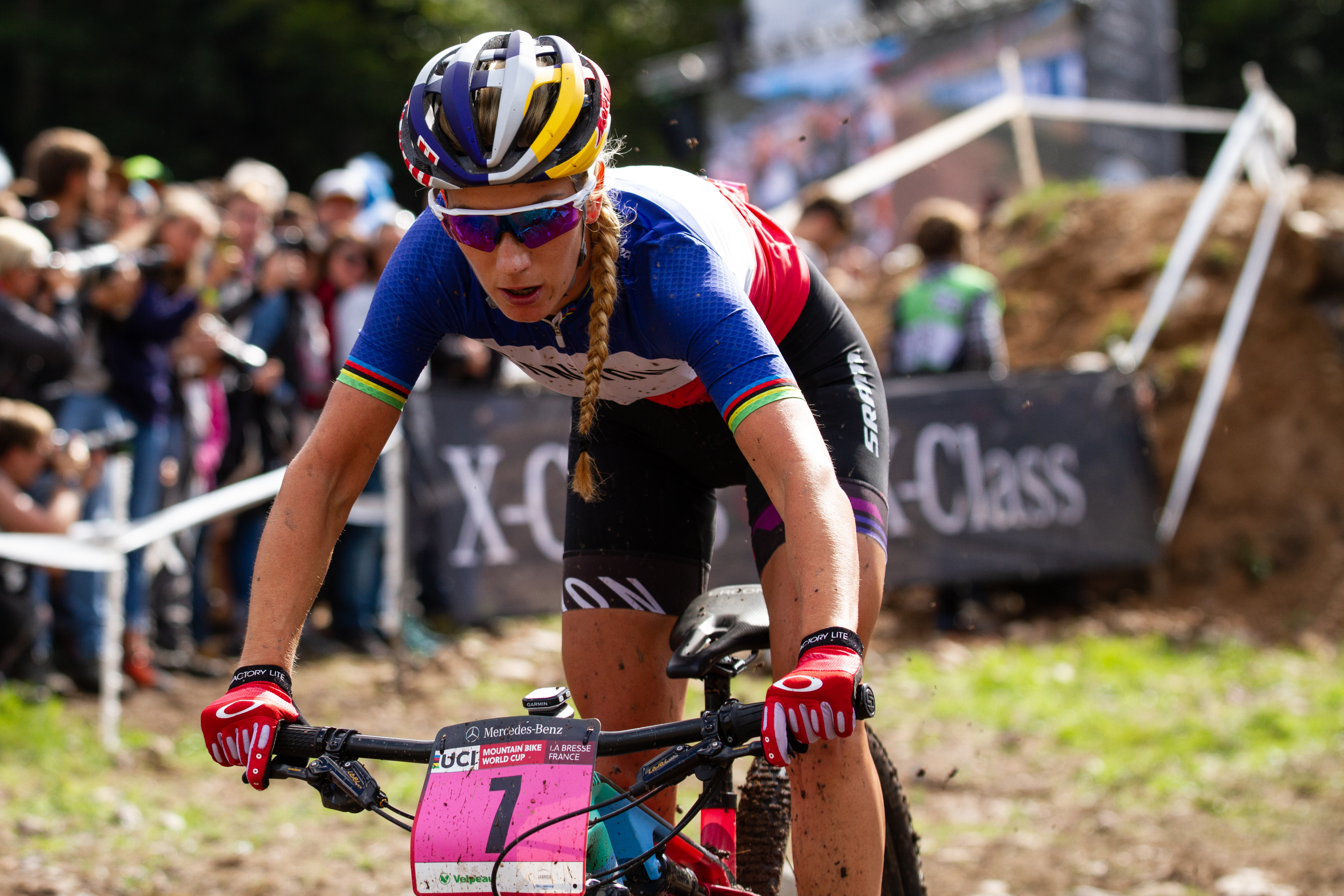
Pauline Ferrand-Prévot en 2018.

De mai à juillet, elle remporte les quatre premières manches de la Coupe du monde (Albstadt, Nové Město, Leogang, Les Gets),.

Le 10 juillet à Levens, Loana Lecomte remporte le titre de championne de France chez les espoirs et les élites en terminant première de la course qui réunit les deux catégories, elle devance Pauline Ferrand-Prévot et Léna Gérault chez les élites, et Isaure Medde et Lauriane Duraffourg chez les espoirs,.

Fin juillet, elle termine 6e de la course des Jeux olympiques de Tokyo dont elle faisait partie des favorites avec ses bons résultats en Coupe du monde. Pénalisée par un saut de chaîne en fin de premier tour qui lui fait perdre du temps, elle parvient à accrocher la 6e place dans une course dominée par les Suissesses qui réalisent un triplé avec Jolanda Neff, Sina Frei et Linda Indergand, tandis que sa compatriote Pauline Ferrand-Prévot, elle aussi favorite, termine à la 10e place,.
Mi-aout, elle ne participe pas aux championnats d'Europe à Novi Sad en Serbie.
Malade, elle ne participe pas aux championnats du monde qui ont lieu fin aout à Val di Sole en Italie.

Le 5 septembre, elle termine quatrième de l'avant-dernière épreuve de Coupe du monde à Lenzerheide et s'assure ainsi de la victoire finale au classement général avant la dernière manche à Snowshoe. Elle est la deuxième Française, après Julie Bresset en 2011 à remporter la Coupe du monde.

### Championne d'Europe en 2022

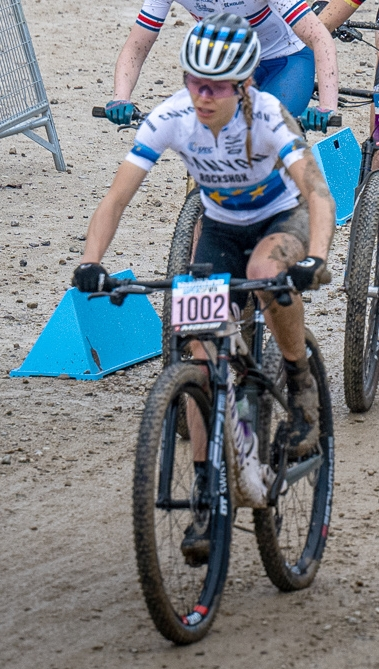
Loana Lecomte portant le maillot de championne d'Europe 2022.

Loana Lecomte subit une fracture de la clavicule droite au cours d'un entraînement à la fin du mois de janvier 2022. 
En Coupe du monde, elle est toujours placée mais jamais gagnante lors des trois premières manches en avril-mai. En juin, elle s'impose dans la 4e manche à Leogang, elle remporte la course de short-track devant Anne Terpstra et Caroline Bohé, et la course sur la distance olympique devant Jenny Rissveds et Laura Stigger.

Début juillet, elle devient championne de France pour la deuxième fois à Plœuc-L'Hermitage devant Pauline Ferrand-Prévot et Line Burquier. Après un duel intense durant trois tours avec Ferrand-Prévot, cette dernière chute dans une descente, Lecomte prend ainsi rapidement une avance d'une minute qu'elle conserve jusqu'à la fin,.

Le 10 juillet, elle s'impose dans la manche de Coupe du monde de Lenzerheide devant Jenny Rissveds et Laura Stigger, elle prend alors la tête du classement général,.
Le 20 aout, elle devient championne d'Europe à Munich devant Pauline Ferrand-Prévot et Anne Terpstra. Dans cette course, Ferrand-Prévot est en tête au troisième des sept tours du circuit avec plus de 30 secondes d'avance sur Lecomte. Elle subit alors un saut de chaîne qui permet à Lecomte de la dépasser et de prendre à son tour plus de 30 secondes d'avance. À l'arrivée, Lecomte s'impose avec 37 secondes d'avance sur sa compatriote et plus de 3 minutes sur Terpstra.

Le 28 aout, aux championnats du monde aux Gets, elle termine 4e de la course de cross-country remportée par Ferrand-Prévot. En début de course, elle parvient pendant un court instant à suivre sa compatriote mais elle n'a pas la forme suffisante pour suivre le rythme, elle est dépassée par Jolanda Neff, Alessandra Keller et Haley Batten. Elle parvient seulement à reprendre Keller pour la quatrième place, Neff (2e) et Batten (3e) étaient trop loin pour être reprises.

En septembre, elle termine deuxième de la dernière manche de Coupe du monde à Val di Sole derrière Ferrand-Prévot et obtient la 4e place du classement général,.

### Double médaillée d'argent mondiale en 2023

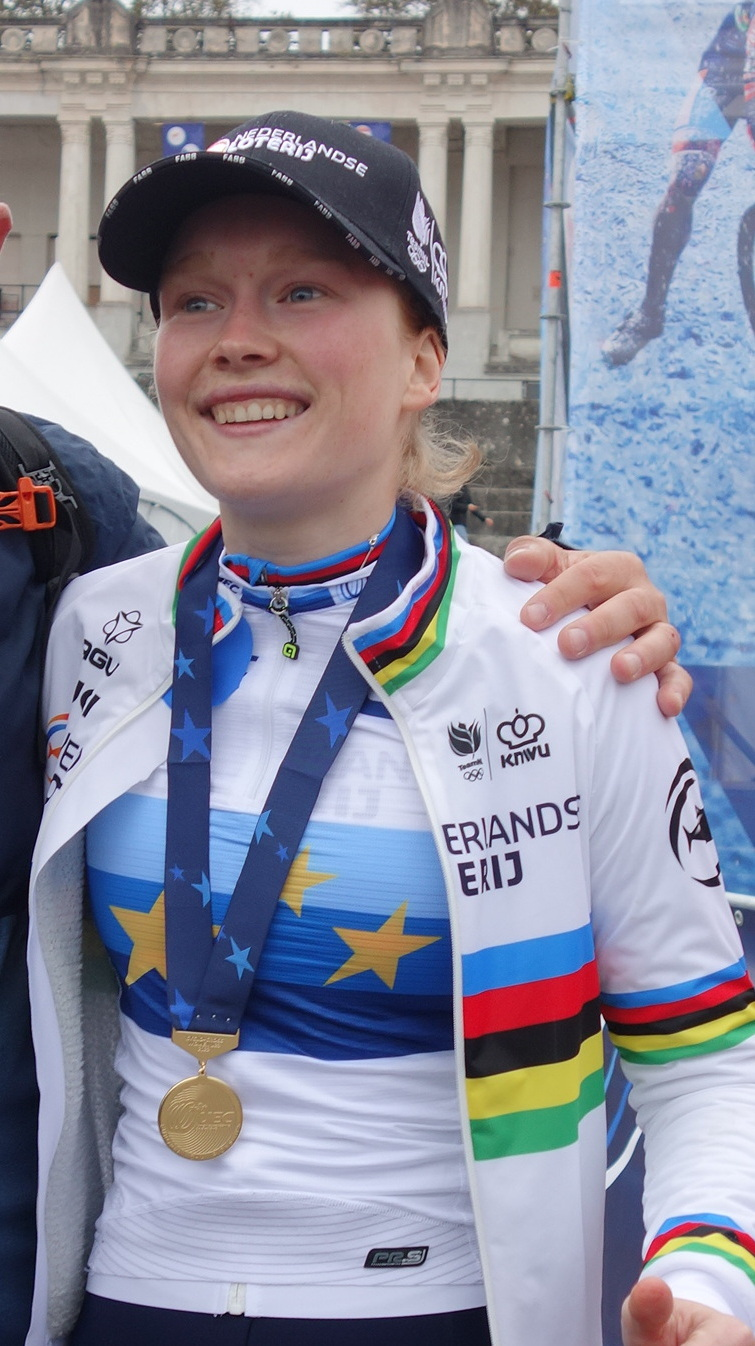
Puck Pieterse, la championne d'Europe 2023.

Loana Lecomte remporte en juin 2023 la manche de Coupe du monde de Lenzerheide devant Anne Terpstra et Alessandra Keller.

Le 25 juin, elle termine 5e du cross-country élites des championnats d'Europe à Krynica-Zdrój faisant partie des Jeux européens. La course est remportée par Puck Pieterse devant Mona Mitterwallner et Sina Frei.

Mi-juillet, elle devient championne de France pour la troisième fois consécutive à Jeumont devant Léna Gérault et Noémie Garnier, en l'absence de Pauline Ferrand-Prévot blessée.

Lors des championnats du monde en aout, elle est médaillée d'argent dans l'épreuve du relais avec Adrien Boichis, Julien Hemon, Line Burquier, Anaïs Moulin et Jordan Sarrou derrière la Suisse et devant le Danemark. En cross-country individuel, elle termine également deuxième, seulement dominée par Pauline Ferrand-Prévot tandis que Puck Pieterse prend la troisième place.
Elle s’impose, le 24 septembre, dans l'épreuve test sur le futur circuit de VTT des Jeux olympiques de Paris 2024 devant Laura Stigger et Pauline Ferrand-Prévot.

En octobre, elle remporte la dernière manche de la Coupe du monde à Mont Sainte-Anne devant Jenny Rissveds et Puck Pieterse, et elle termine à la 2e place du classement général remporté par Pieterse.

### Double championne de France en 2024
Début mai 2024 à Levens dans les Alpes-Maritimes, elle devient championne de France de cross-country olympique pour la quatrième fois consécutive devant Olivia Onesti et Flavie Guille, et également championne de France de cross-country short track devant Flavie Guille et Léna Gérault,.

Elle ne participe pas aux championnats d'Europe qui ont lieu une semaine après à Cheile Grădiștei en Roumanie où Puck Pieterse remporte le cross-country olympique tandis que Pauline Ferrand-Prévot remporte le cross-country short track.

Le 23 juin, elle remporte la manche de Coupe du monde de Crans-Montana en Suisse devant Alessandra Keller et Puck Pieterse,.

Le 28 juillet, elle participe à la course de cross-country des Jeux Olympiques, elle chute lourdement dans un pierrier dans le quatrième tour et est contrainte à l'abandon,. La course est remportée par sa compatriote Pauline Ferrand-Prévot devant Haley Batten  et Jenny Rissveds.

Le 28 aout, aux championnats du monde, elle remporte la médaille d'argent du relais mixte avec Luca Martin, Nicolas Kalanquin, Olivia Onesti, Anaïs Moulin et Mathis Azzaro. La course est remportée par les États-Unis et l'Italie prend la troisième place. Le 1er septembre, Lecomte prend la 5e place du cross-country remporté par Puck Pieterse devant Anne Terpstra et Martina Berta.

En Coupe du monde, elle termine à la 3e place de la manche de Lake Placid en septembre, remporte la manche de Mont Sainte-Anne en octobre et finit 4e du classement général.
Elle change d'équipe en 2025 pour rejoindre BMC Factory Racing,.

## Palmarès en VTT

### Jeux olympiques
- Tokyo 2020
  - 6e du cross-country
- Paris 2024
  - abandon

### Championnats du monde
- Cairns 2017
  -  Médaillée d'argent du cross-country juniors
- Lenzerheide 2018
  - 10e du cross-country espoirs
- Mont Saint-Anne 2019
  -  Médaillée de bronze du cross-country espoirs
  -  Médaillée de bronze du relais mixte (avec Thibault Daniel, Luca Martin, Pauline Ferrand-Prévot et Jordan Sarrou)
- Leogang 2020
  -  Championne du monde du relais mixte (avec Mathis Azzaro, Luca Martin, Jordan Sarrou, Léna Gérault, Olivia Onesti)[78]
  -  Championne du monde de cross-country espoirs
- Les Gets 2022
  - 4e du cross-country
- Glasgow 2023
  -  Médaillée d'argent du cross-country
  -  Médaillée d'argent du relais mixte (avec Adrien Boichis, Julien Hemon, Line Burquier, Anaïs Moulin et Jordan Sarrou)
- Pal Arinsal 2024
  -  Médaillée d'argent du relais mixte (avec Luca Martin, Nicolas Kalanquin, Olivia Onesti, Anaïs Moulin et Mathis Azzaro)
  - 5e du cross-country

### Coupe du monde
- Coupe du monde de cross-country espoirs
  - 2018 : 15e du classement général
  - 2019 : 8e du classement général

- Coupe du monde de cross-country élites
  - 2020 : pas de classement général[79], vainqueure d'une manche (Nove Mesto)
  - 2021 : 1re du classement général, vainqueure de quatre manches (Albstadt[80], Nove Mesto, Leogang et Les Gets) et d'une course short track
  - 2022 : 4e du classement général, vainqueure de deux manches (Leogang et Lenzerheide)
  - 2023 : 2e du classement général, vainqueure de deux manches (Lenzerheide et Mont Sainte-Anne)
  - 2024 : 4e du classement général, vainqueure de deux manches (Crans-Montana et Mont Sainte-Anne)

- Coupe du monde de cross-country short track
  - 2022 : 8e du classement général, vainqueure d'une manche (Leogang)
  - 2023 : 9e du classement général
  - 2024 : 8e du classement général

### Championnats d'Europe
- Huskvarna (Jönköping) 2016
  - 9e du cross-country juniors
- Darfo Boario Terme 2017
  -  Médaillée d'argent du cross-country juniors
- Graz-Stattegg 2018
  - 13e du cross-country espoirs
- Brno 2019
  -  Médaillée de bronze du cross-country espoirs
- Monte Tamaro 2020
  -  Championne d'Europe de cross-country espoirs
  -  Médaillée d'argent du relais mixte (avec Mathis Azzaro, Luca Martin , Olivia Onesti, Léna Gérault et Jordan Sarrou)
- Munich 2022
  -  Championne d'Europe de cross-country
- Krynica-Zdrój 2023
  - 5e du cross-country

### Championnats de France
- 2016
  -  Championne de France de cross-country juniors
- 2017
  -  Championne de France de cross-country juniors
- 2018
  -  Médaillée de bronze du cross-country espoirs
- 2019
  -  Championne de France de cross-country espoirs
- 2020
  -  Championne de France de cross-country espoirs
  -  Médaillée d'argent du cross-country
- 2021
  -  Championne de France de cross-country
  -  Championne de France de cross-country espoirs
- 2022
  -  Championne de France de cross-country
- 2023
  -  Championne de France de cross-country
- 2024
  -  Championne de France de cross-country
  -  Championne de France de cross-country short track
- 2025
  -  Championne de France de cross-country short track
  - 2e du cross-country